# Литовський провінційний комітет
Литовський провінційний комітет — центр з підготовки збройного повстання 1863—1864 років на території сучасної Білорусі та Литви. Штаб-квартира розташовувалася в Вільно.
Він був створений в 1861 році на основі революційних гуртків у Гродненській і Віленській губерніях. Спочатку організація називалася як «Комітет руху», пізніше — «Литовський провінційний комітет», з 20 січня (1 лютого) по 27 лютого (11 березня) 1863 року — «Тимчасовий провінційний уряд Литви та Білорусі», пізніше — «Відділ управління провінціями Литви», після 14 (26) червень 1863 року -«Виконавчий відділ Литви».
У жовтні 1862 року організацію очолив Костянтин Калиновський, який був членом цієї організації з літа того ж року. Також у складі комітету були капітан Генерального штабу Людвіг Звеждовський, юрист Едмунд Вериго, лікар Борис Длусський, поміщик Зигмунт Чехович, інженерний офіцер Ян Козелл.
Литовський провінційний комітет тісно співпрацював з варшавським Центральним національним комітетом, який був створений в 1861 році «червоними» для підготовки повстання. «Червоними» називалася демократична течія, до якої належали селяни, ремісники, представники малоземельної і безземельной шляхти, різночинна інтелігенція, дрібні чиновники, нижче духовенство. У свою чергу це течія поділялася на дві позиції. Бажанням правих було за допомогою загального повстання відновити кордони незалежної польської держави 1772 року і передати у власність селян цю землю, на якій вони жили і працювали, а шляхті компенсувати витрати з державної скарбниці. Праві також виступали за повагу національних прав білорусів, українців, литовців і за оголошення всіх громадян однаково рівними перед законом. Ліве крило, в свою чергу, виступало за безоплатну ліквідацію поміщицького землеволодіння і за право національного самовизначення народів, а також за боротьбу всіх народів колишньої Речі Посполитої проти їхнього спільного ворога — царського самодержавства. Позицій лівих дотримувався і Костянтин Калиновський.